# Qualunque cosa succeda (miniserie televisiva)
Qualunque cosa succeda - Giorgio Ambrosoli è una miniserie andata in onda su Rai 1 l'1 e il 2 dicembre 2014. È ispirata al libro Qualunque cosa succeda di Umberto Ambrosoli, figlio del protagonista Giorgio Ambrosoli.

## Trama
Il 25 settembre 1974 Giorgio Ambrosoli viene nominato dal governatore della Banca d'Italia, Guido Carli, liquidatore della Banca Privata Italiana del siciliano Michele Sindona. Grazie alle sue indagini, alle quali collabora il maresciallo della Guardia di Finanza Silvio Novembre, riesce a ricostruire il sistema grazie al quale Sindona faceva scomparire e riapparire i soldi. Tramite i mandati fiduciari, infatti, i soldi della Banca Privata Italiana si dirigevano in Svizzera e da qui raggiungevano varie destinazioni per poi tornare all'origine. Inoltre collabora con gli statunitensi, che indagano su Sindona in seguito al fallimento della Franklin National Bank. Testimonierà sia a New York che in Italia. Sindona, intanto, cerca di non essere estradato e propone a Giulio Andreotti, attraverso Gaetano Stammati, un piano di salvataggio che ripiani i debiti a spese dei contribuenti. La Banca d'Italia però rifiuta il piano e nel marzo 1979 Paolo Baffi e Mario Sarcinelli, rispettivamente governatore e direttore della Banca d'Italia vengono arrestati. Sindona, capendo che Ambrosoli è troppo pericoloso, tramite Robert Venetucci, assume William Aricò, che la sera dell'11 luglio 1979 uccide il liquidatore con 4 colpi di pistola.
In seguito Sindona verrà condannato negli USA a 25 anni di carcere, verrà estradato e condannato in Italia in primo grado all'ergastolo. Morirà poi avvelenato nel carcere di Voghera.

## Locations
La serie, ambientata a Milano, in realtà è stata girata a Torino . La casa milanese in cui abita Giorgio Ambrosoli (Favino) si trova in realtà in Piazza Cavour 10 a Torino, già casa di Olga in I giorni dell'abbandono. La banca gestita da Michele Sindona (Popolizio) si trova in Via dell'Arcivescovado a Torino. La via in cui viene assassinato il giudice Alessandrini (Pittaluga) è Via Luigi Rolando a Torino . Alcune esterne sono state inoltre girate davanti alla Scuola elementare Tommaseo .